# Simon Baron-Cohen
Simon Baron-Cohen (ur. 15 sierpnia 1958) – brytyjski specjalista w dziedzinie psychopatologii i psychologii rozwojowej, profesor Uniwersytetu w Cambridge (wydziały psychologii eksperymentalnej i psychiatrii) zajmujący się neuropsychologią autyzmu (głównie zjawiskiem ślepoty umysłu), psychologią różnic płciowych u ludzi i rolą testosteronu płodowego w rozwoju neuropoznawczym, dyrektor Centrum Badań Autyzmu w Cambridge, Fellow of Trinity College, Fellow of British Academy (FBA).

## Życiorys

### Dzieciństwo i młodość
Urodził się 15 sierpnia 1958 roku. Miał starszego o rok brata (Dan) i troje młodszego rodzeństwa (Suzie, Ash i Liz). W dzieciństwie słyszał wstrząsające opowiadania ojca o Holokauście i eksperymentach medycznych i pseudomedycznych w Auschwitz i innych obozach (świadomość istnienia ludzi okrutnych wywarła duży wpływ na kierunek badań naukowych, podjętych w przyszłości, dotyczących „erozji empatii”). Suzie urodziła się jako trzecie dziecko w czerwcu 1961 roku. Po narodzinach rozpoznano u niej zespół Sturge’a-Webera z napadami padaczkowymi. Gdy skończyła dwa lata, pediatra zalecił umieszczenie jej w domu opieki; twierdził, że będzie to korzystne dla jej braci. Została umieszczona w ośrodku w Bognor Regis (West Sussex). Dan i Simon, którzy byli już bardzo emocjonalnie związani z siostrą, bardzo przeżyli rozłąkę. Ich młodszy brat i siostra dorastali, znając Suzie tylko z opowiadań.

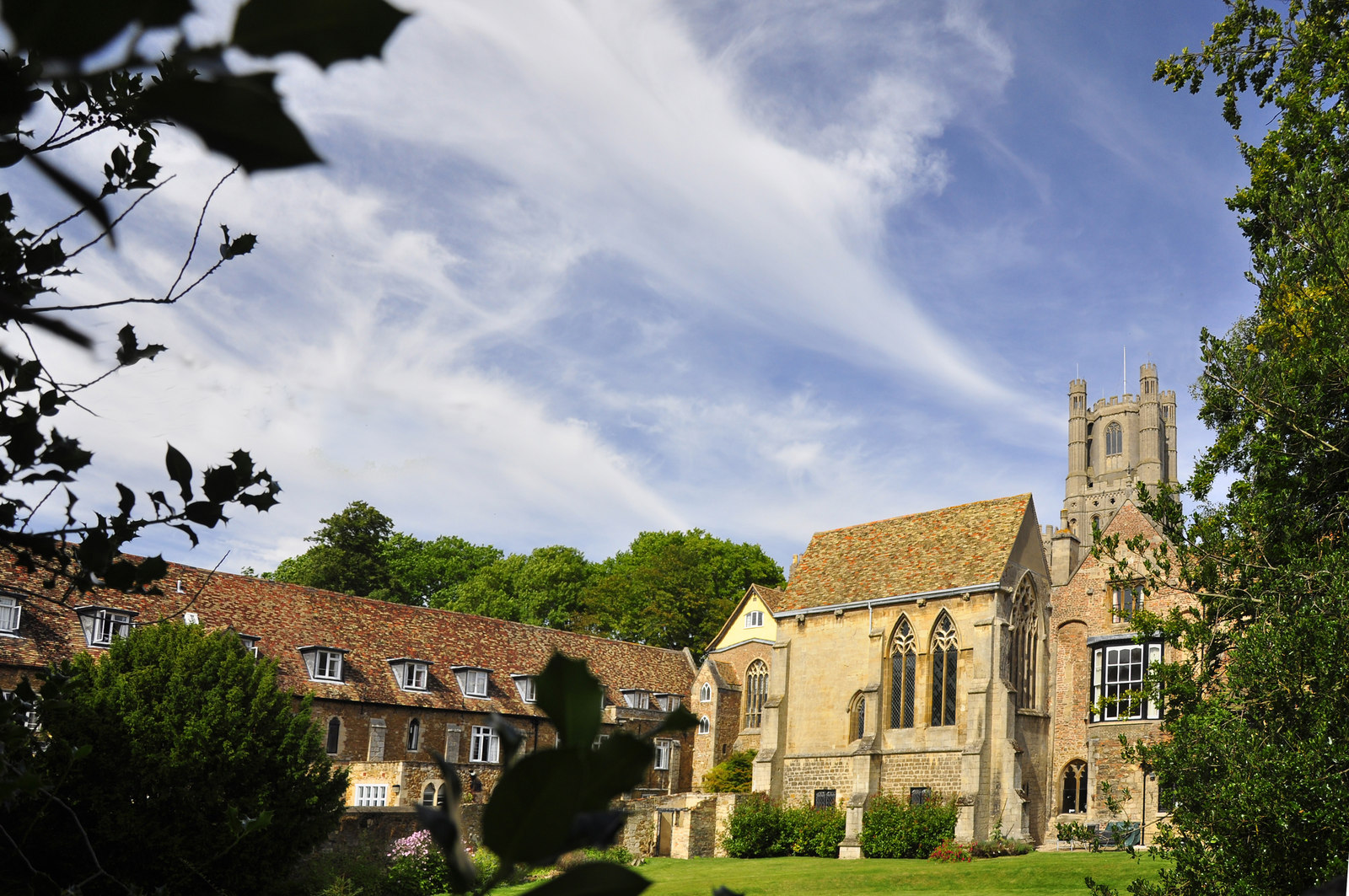
Od 2002 roku 40-letnia Suzie mieszkała w Ely, w Pałacu Biskupim obok zabytkowej Katedry, gdzie była odwiedzana przez rodziców oraz Simona z żoną Bridget i dziećmi. Rodzinne spacery po pięknym ogrodzie (z Suzie na wózku inwalidzkim) były wypełnione muzyką i śmiechem.

Gdy Suzie miała 10 lat, zdecydowano o przeniesieniu jej do Harperbury Hospital (współcześnie Kingsley Green, uczestniczący w programach NHS) w pobliżu Londynu, obok London Colney. Był to wówczas duży i nowoczesny szpital specjalistyczny (zdrowie psychiczne i niepełnosprawność intelektualna). W szpitalu obowiązywał zakaz odwiedzania chorych przez dzieci do 18. roku życia – uważano, że mogą być zbyt przerażone „odmiennością” chorych. Powszechne było też przekonanie, że taka izolacja sprzyja również pacjentom – realizowano program tworzenia dla nich bezpiecznych, spokojnych przystani, w których nie odczują dyskryminacji. Simon Baron Cohen wcześnie stwierdził, że jest to zasada błędna.
Spotkał się z siostrą dopiero jako 22-letni absolwent New College w Oksfordzie. Zaczynając pracę w małym ośrodku dla autystycznych kilkunastolatków (w pobliżu miejsca pobytu Suzie), postanowił przede wszystkim przełamać własne psychiczne bariery, które pojawiły się w dzieciństwie – negatywne stereotypy osób niepełnosprawnych intelektualnie.
Odwiedzając chorą po 10 latach od ich rozstania bał się, że go nie rozpozna, że nie uda się ponownie nawiązać kontaktu. Stało się inaczej, mimo jej niemoty. Pisał później, że szybko przestał dostrzegać jej niepełnosprawność, a Suzie stała się ponownie ważnym członkiem rodziny. Podjął starania o to, żeby dzieci mogły odwiedzać „odmiennych” członków swoich rodzin, znajdujących się w ośrodkach opieki i szpitalach. Jego własne dzieci (Sam, Kate i Robin) pokochały „ciocię Suzie”, przebywającą wówczas w Ely. Cieszyła się z ich odwiedzin – dużo się śmiała w swoim wózku inwalidzkim, gdy bawiły się przy niej w czasie spacerów w parku obok Pałacu Biskupiego.

### Studia

Symbol spektrum autystycznego

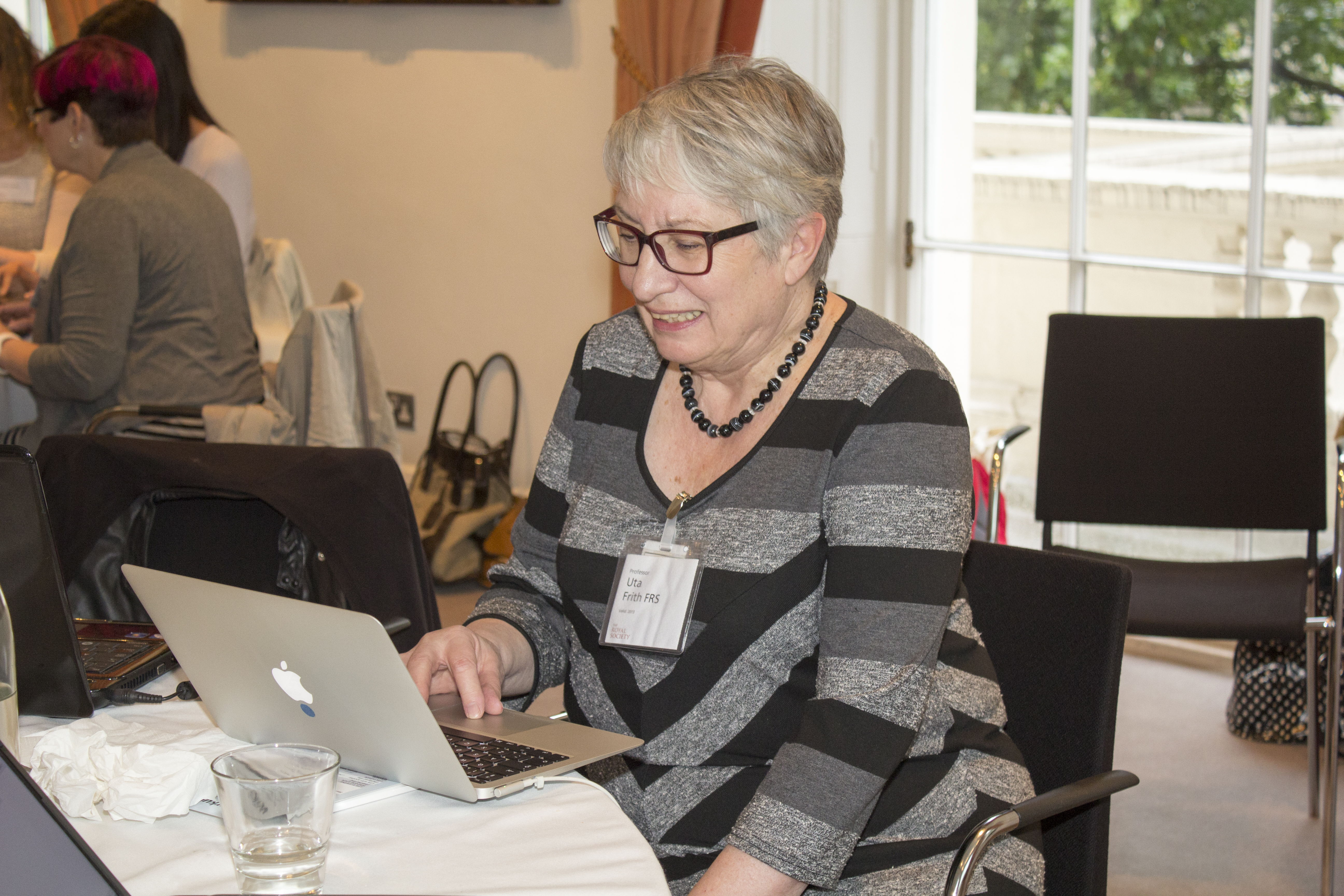
Uta Frith
WikiProject Royal Society/Women in Science Wikipedia Edit-a-thon (marzec 2013)

Od 20. roku życia Simon Baron-Cohen konsekwentnie zdobywał wiedzę, umożliwiającą udzielanie pomocy osobom z zaburzeniami rozwojowymi. Stopnie naukowe uzyskał w latach:
- 1978–1981 – BA Hons w dziedzinie nauk humanistycznych; New College w Oksfordzie
- 1982–1985 – PhD w dziedzinie psychologii; University College London i Medical Research Council (MRC) i Cognitive Development Unit, Londyn
- 1985–1987 – M.Phil w dziedzinie psychologii klinicznej; Institute of Psychiatry, Psychology and Neuroscience[16], Londyn

Praca doktorska
Pracę doktorską napisał na temat Social Cognition and Pretend Play in Autism (publ. 1985). Jego opiekunem naukowym była Uta Frith.

### Praca zawodowa
Zajmowane stanowiska:
- 1987–1988 – wykładowca w University College London (Department of Psychology)
- 1988–1991 – wykładowca, a następnie starszy wykładowca psychologii rozwojowej w Instytucie Psychiatrii (Departments of Psychology and Child Psychiatry)
- lecturer (1994), a następnie reader (1999) i profesor (2001) psychopatologii rozwojowej w Uniwersytecie w Cambridge (Departments of Psychiatry and Psychology)
- teaching fellow psychologii doświadczalnej (1995), a następnie professorial fellow (2007) w Trinity College (Cambridge)
- od 1999 – dyrektor Autism Research Centre (ARC) w University of Cambridge
- od 2010 – graduate tutor w University of Cambridge (Department of Psychiatry)

W latach 1993–2017 był promotorem 34 prac doktorskich.

## Tematyka badań naukowych
W Autism Research Centre (ARC) są realizowane liczne projekty badawcze, których głównymi obszarami są:
- percepcja i procesy poznawcze[29]
- metodyka diagnostyki i badania przesiewowe[30]
- próby interwencji („leczenie”)[31], m.in. uczenie odczytywania emocji wyrażanych niewerbalnie (np. mimika, zob.  badania Paula Ekmana), próby dawkowania oksytocyny[32], LEGO®-Based Therapy[33]
- hormony[34]
- genetyka i proteomika[35]
- neuronauka[36] – badania z użyciem fMRI[37], DTI[38], ERP i TMS, neuropatomorfologia
- synestezja[39]

Temat bieżących długofalowych badań – Structural and Functional MRI of Autism and Broader Phenotype (The Cambridge Family Study of Autism) obejmuje interpretację wyników neuroobrazowania struktury i obrazów funkcjonalnego MRI mózgów nastolatków z Cambridge (zob. traktografia, konektom), u których zdiagnozowano zespół Aspergera lub wysokofunkcjonujący autyzm (rodzeństwo badanych – bez odchyleń od normy).
Simon Baron-Cohen jest przeciwnikiem uznawania autyzmu za „zaburzenie psychiczne”, „ułomność”, „upośledzenie”, „niepełnosprawność” (zgodnie z DSM i ICD). Sugeruje istnienie ciągłości widma autystycznego i istnienie środowisk życia, w których osoba z określonym rodzajem ASD jest bardziej sprawna od osoby „w normie” (zob. np. psychologia osobowości i społeczna według Yerkesa i Dodsona, facylitacja społeczna).
Baron-Cohen proponuje zastąpienie tych pejoratywnych określeń pojęciami dotyczącymi „odmiennego stylu poznawczego”, który może okazać się korzystny lub niekorzystny, zależnie od środowiska życia, np. pracy zawodowej wymagającej szybkiego spostrzegania szczegółów, bez względu na okoliczności, lub dużej umiejętności rozpoznawania intencji innych ludzi. Podobne propozycje były wcześniej omawiane przez Utę Frith, a następnie przywoływane w czasie dyskusji nt. teorii centralnej koherencji („centralnej spójności”). Uniknięciu nieprzewidywalnych zagrożeń, związanych z szybkimi zmianami warunków życia na Ziemi (np. z rozwojem społeczeństwa informacyjnego), może sprzyjać istnienie różnorodności stylów poznawczych. Dotyczy to w pierwszej kolejności osób z autyzmem wysokofunkcjonującym i zespołem Aspergera.
Wyniki badań eksperymentalnych dotyczących różnych zaburzeń osobowości (poza AS/HFA np. psychopatia, osobowość chwiejna emocjonalnie typu borderline–typ impulsywny), Simon Baron-Cohen analizuje w świetle wiedzy nt. biologii ewolucyjnej i ewolucjonizmu w naukach społecznych, antropologii i filozofii itp. Poszukuje odpowiedzi np. na pytania: Can Studies of Autism Teach us About Consciousness of the Physical and the Mental?, Evolution of a theory of mind? lub jaka jest geneza zła? (zob. empatia – badania Barona-Cohena i okrucieństwo).

## Publikacje
Dorobek Barona-Cohena obejmuje liczne prace naukowe i popularnonaukowe (w tym wystąpienia na konferencjach naukowych i innych spotkaniach)  W bazie  PubMed znajduje się ponad 400 publikacji, których autorem lub współautorem jest Simon Baron-Cohen (w books.google.pl – ok. 48 wyników). Na  stronie internetowej ARC zamieszczono listy siedmiu książek (wybranych spośród 16.) i dziesięciu artykułów naukowych (wybranych spośród 490.):
Książki
- Understanding other minds, Oxford University Press. 1993, 2000, 2013; współautorzy: Tager-Flusberg, H.,D. Cohen(inne języki), red.
- Mindblindness, MIT Press/Bradford Books 1995
- Synaesthesia, Blackwells 1997, współautor: J. Harrison, red.
- The essential difference, Penguin/Basic Books 2003
- Prenatal testosterone in mind, MIT Press 2005, współautorzy: S. Lutchmaya, R. Knickmeyer
- Autism and Asperger Syndrome, The Facts OUP 2008
- Zero Degrees of Empathy (The Science of Evil, Basic Books), Penguin 2011[3][71]

Artykuły w czasopismach naukowych
- S. Baron–Cohen i wsp. (1985), Does the autistic child have a “theory of mind?” Cognition, 21, 37–46
- S. Baron–Cohen i wsp. (2001), The ‘Reading the Mind in the Eyes’ Test Revised Version: Journal of Child Psychiatry and Psychiatry, 42, 241–252,
- S. Baron-Cohen i wsp. (1999), Social intelligence in the normal and autistic brain: an fMRI study. European Journal of Neuroscience, 11, 1891–1898
- S. Baron-Cohen i wsp. (2011), Why are Autism Spectrum Conditions more prevalent in males? PLOS Biology, 9, 1–10
- M.V. Lombardo, E. Ashwin E, B. Auyeung, B. Chakrabarti, K. Taylor, G. Hackett, E.T. Bullmore, S. Baron-Cohen S (2012)
- S. Baron-Cohen i wsp. (2015), Elevated fetal steroidogenic activity in autism, Molecular Psychiatry, 1–8
- S. Baron-Cohen i wsp. (2005), Sex differences in the brain: implications for explaining autism, Science, 310, 819–823
- J. van Honk, D. Schuttera, P. Bosa, A. Kruijtc, E. Lentjes, S. Baron-Cohen (2011), Testosterone administration impairs cognitive empathy in women depending on second-to-fourth digit ratio, Proceedings of the National Academy of Sciences of the USA, 108, 3448–3452
- M-C. Lai, M. Lombardo, S. Baron-Cohen, S, (2013), Autism, The Lancet, 383(9920), 896–910
- J.A. Nunn, L.J. Gregory, M. Brammer, S.C. Williams, D.M. Parslow, M.J. Morgan, R.G. Morris, E.T. Bullmore, S. Baron-Cohen, J.A. Gray (2002), Functional magnetic resonance imaging of synaesthesia, Nature Neuroscience, 5, 371–375

## Wyróżnienia
Simon Baron-Cohen jest członkiem British Psychological Society (BPS) i innych stowarzyszeń naukowych oraz redakcji specjalistycznych czasopism. Otrzymał m.in.:
- tytuły Fellow of Trinity College i Fellow of British Academy[10][11]
- Spearman Medal od BPS
- McAndless Award od Amerykańskiego Towarzystwa Psychologicznego
- May Davison Award od BPS
- President’s Award od BPS